# 拉利特普尔 (尼泊尔)
拉利特普尔，旧称帕坦，是尼泊尔中部的一座城市，为尼泊尔第二大城市。位于加德满都以南3公里，巴格马蒂河畔。拉利特普尔是一座历史文化名城，市内多宗教寺庙和佛塔。1979年，市内著名的帕坦王宫广场作为加德满都谷地的一部分，被联合国教科文组织列为世界遗产。传统手工业发达。

拉利特普尔 (尼泊尔)
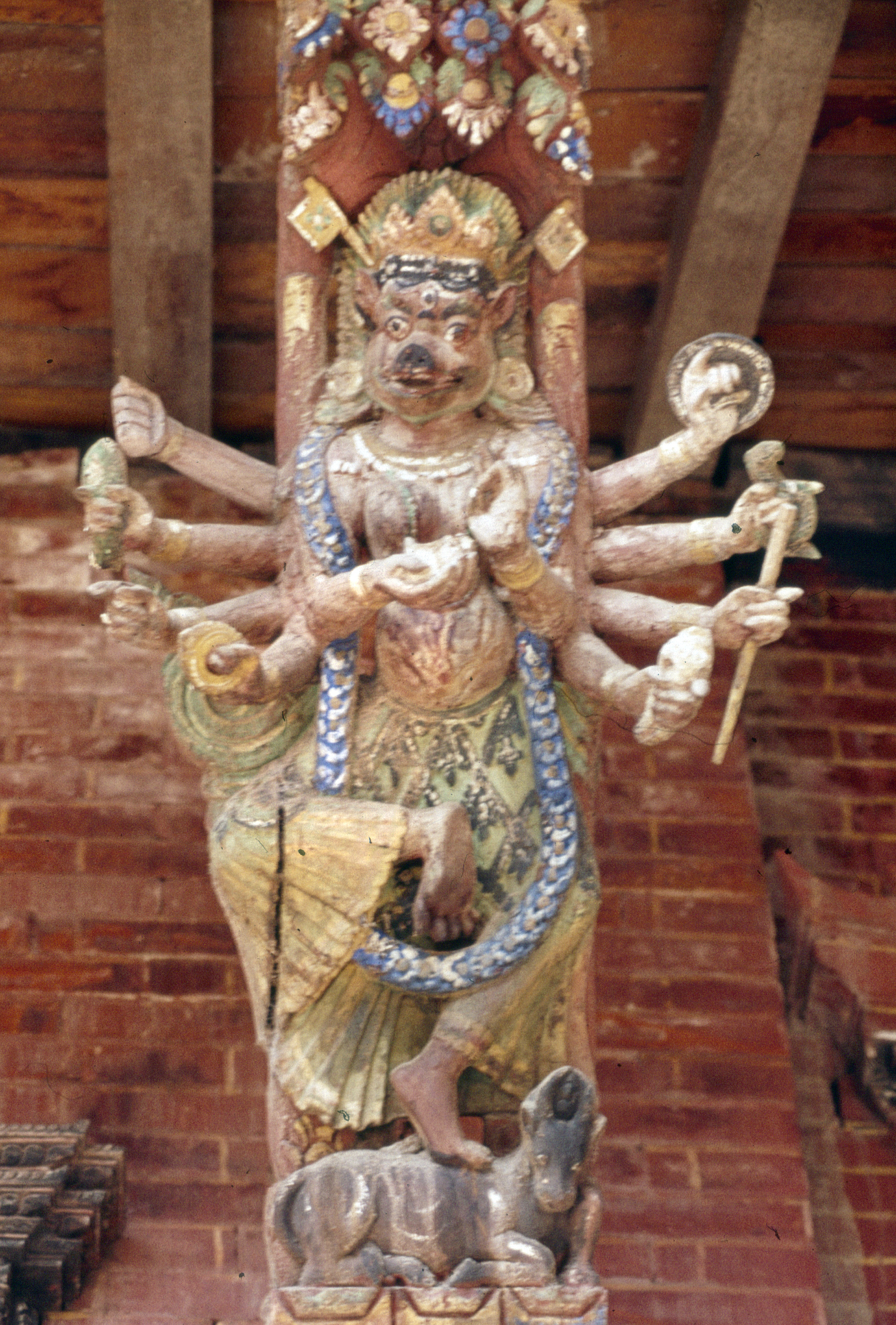
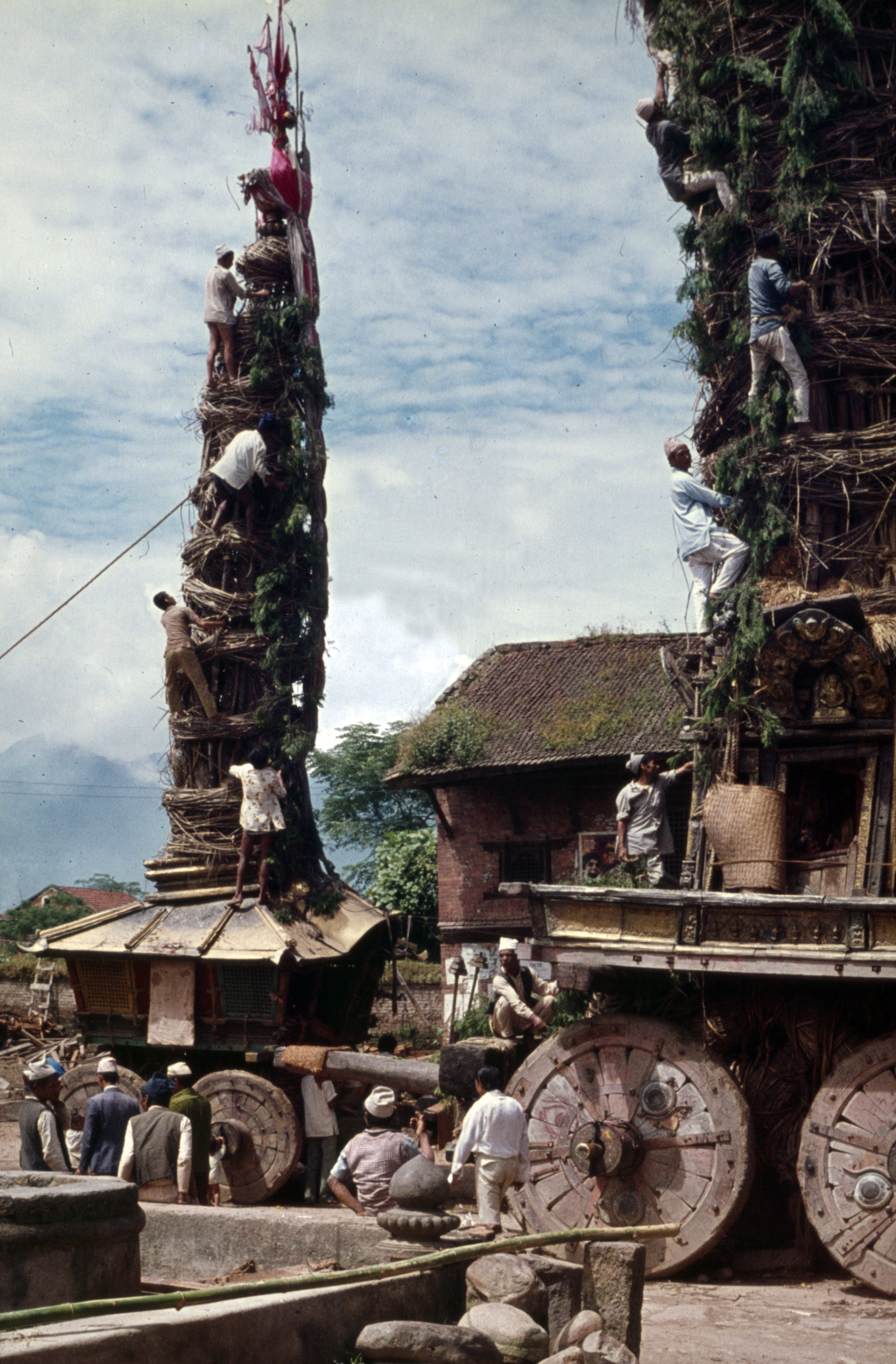
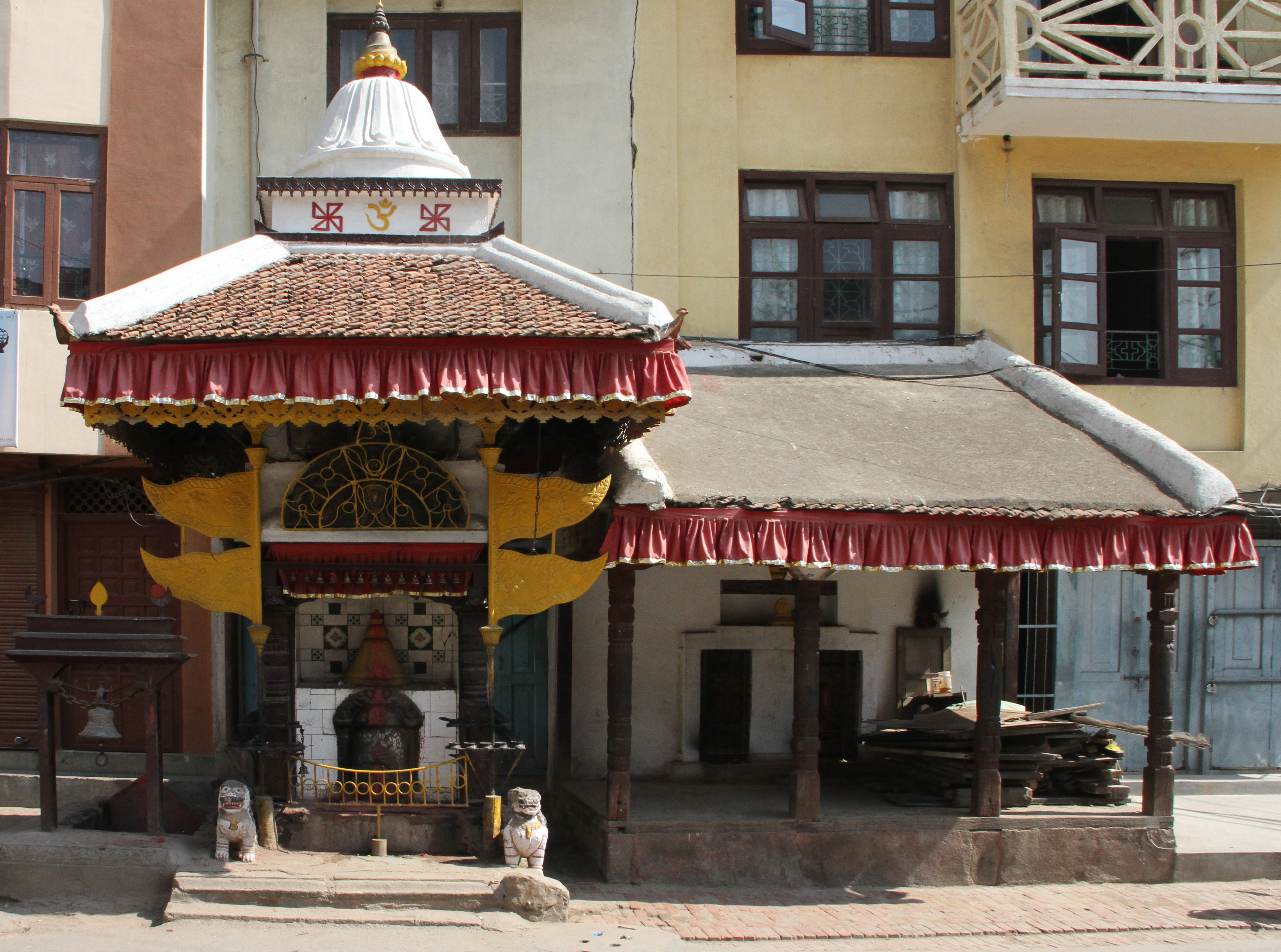
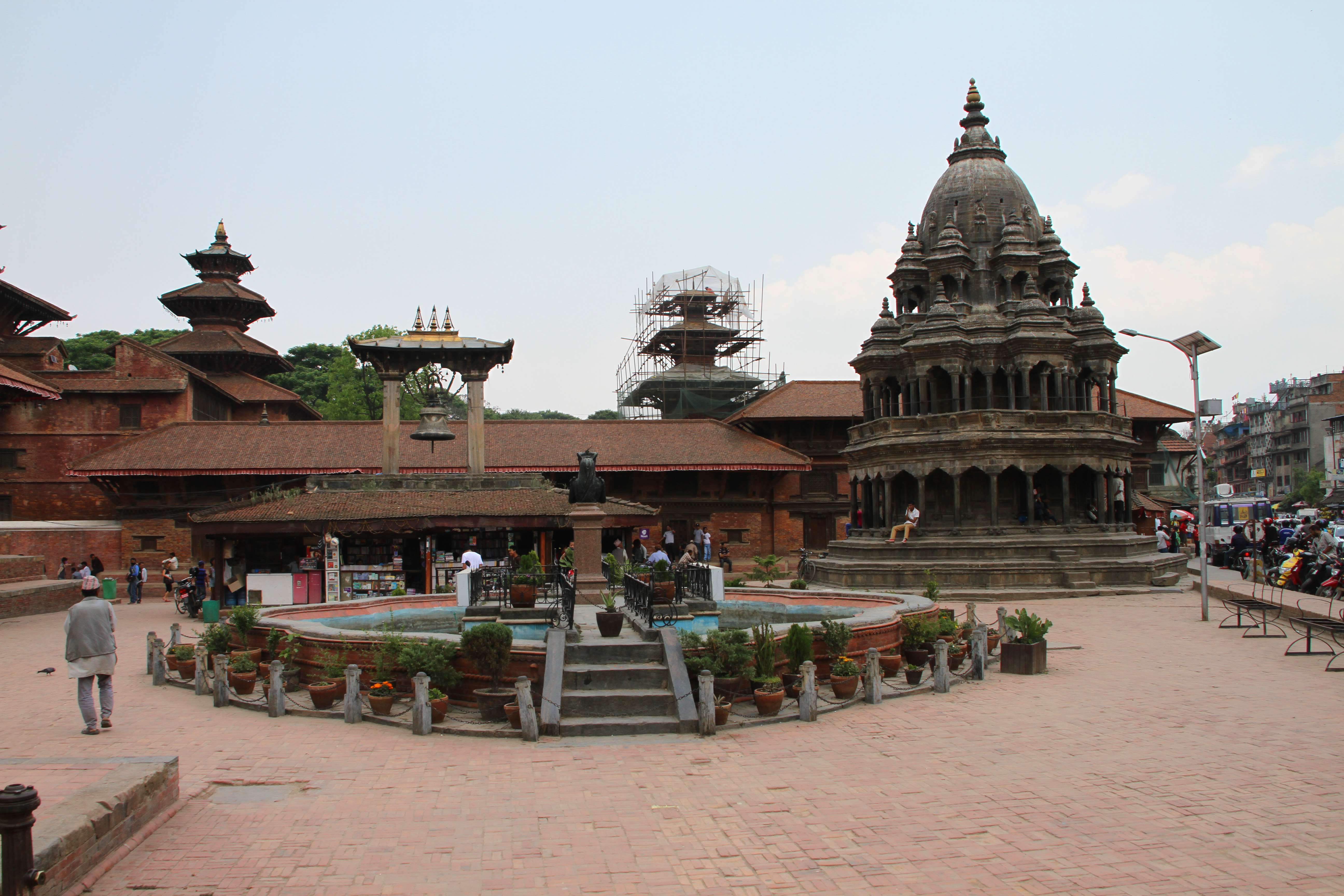
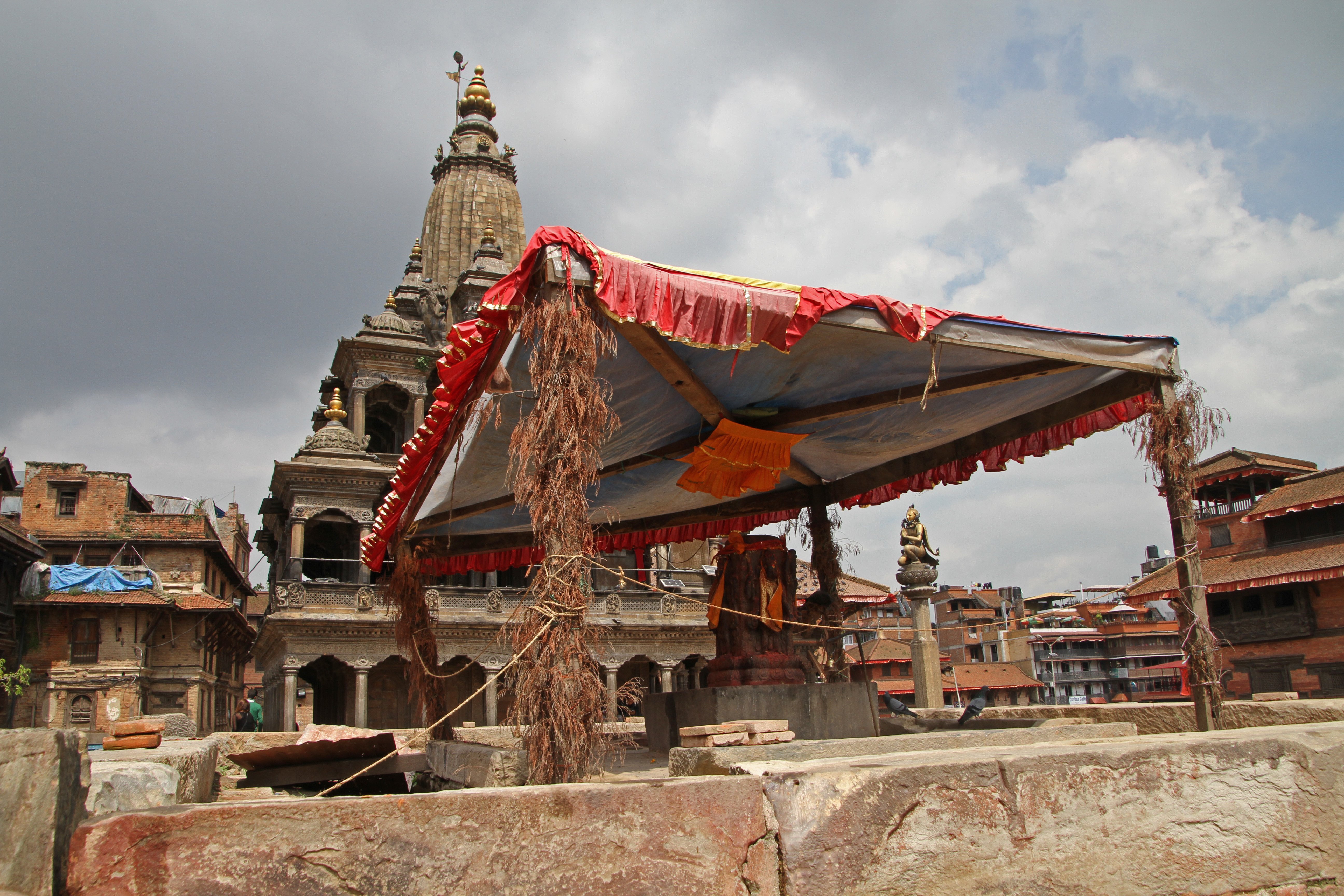
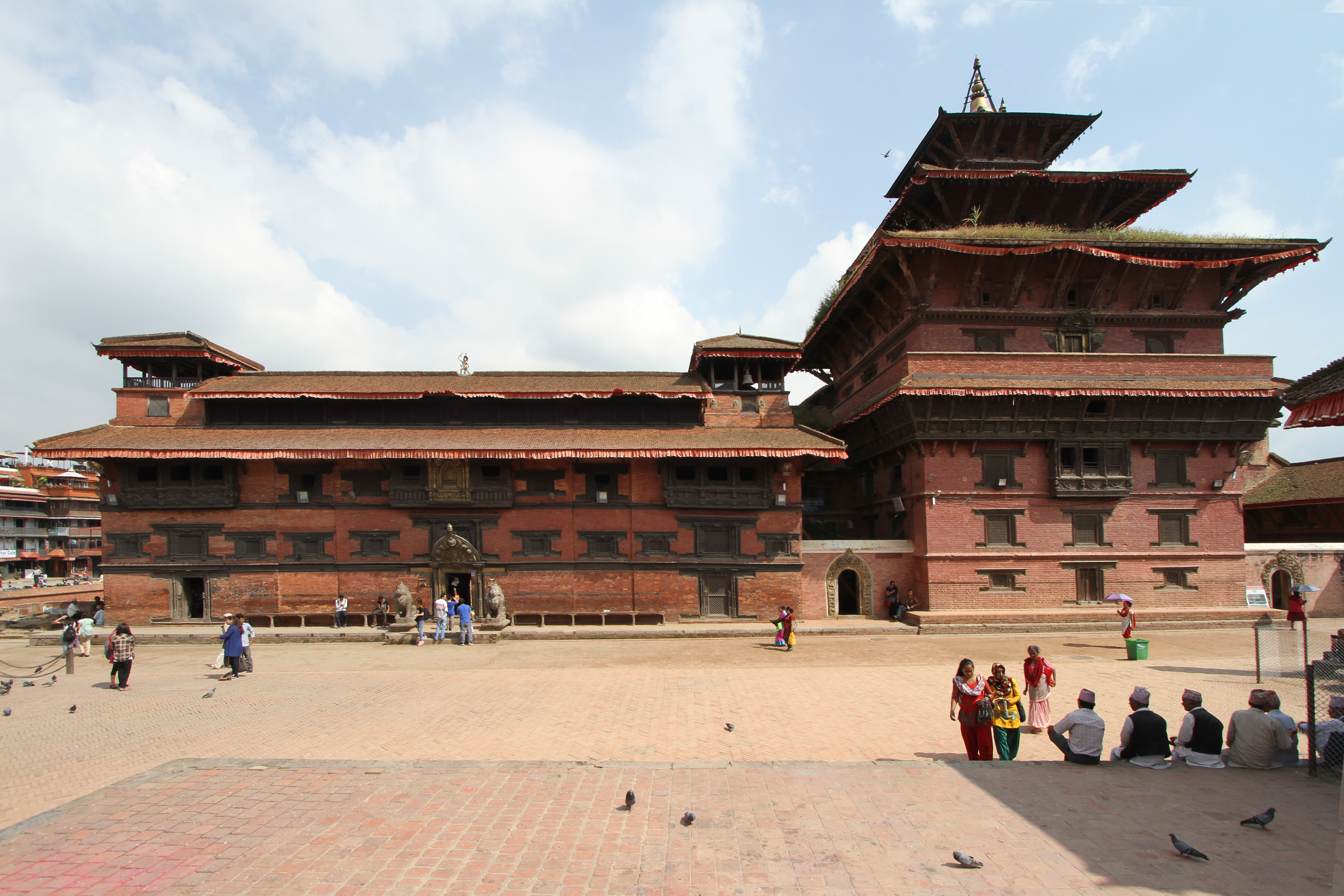
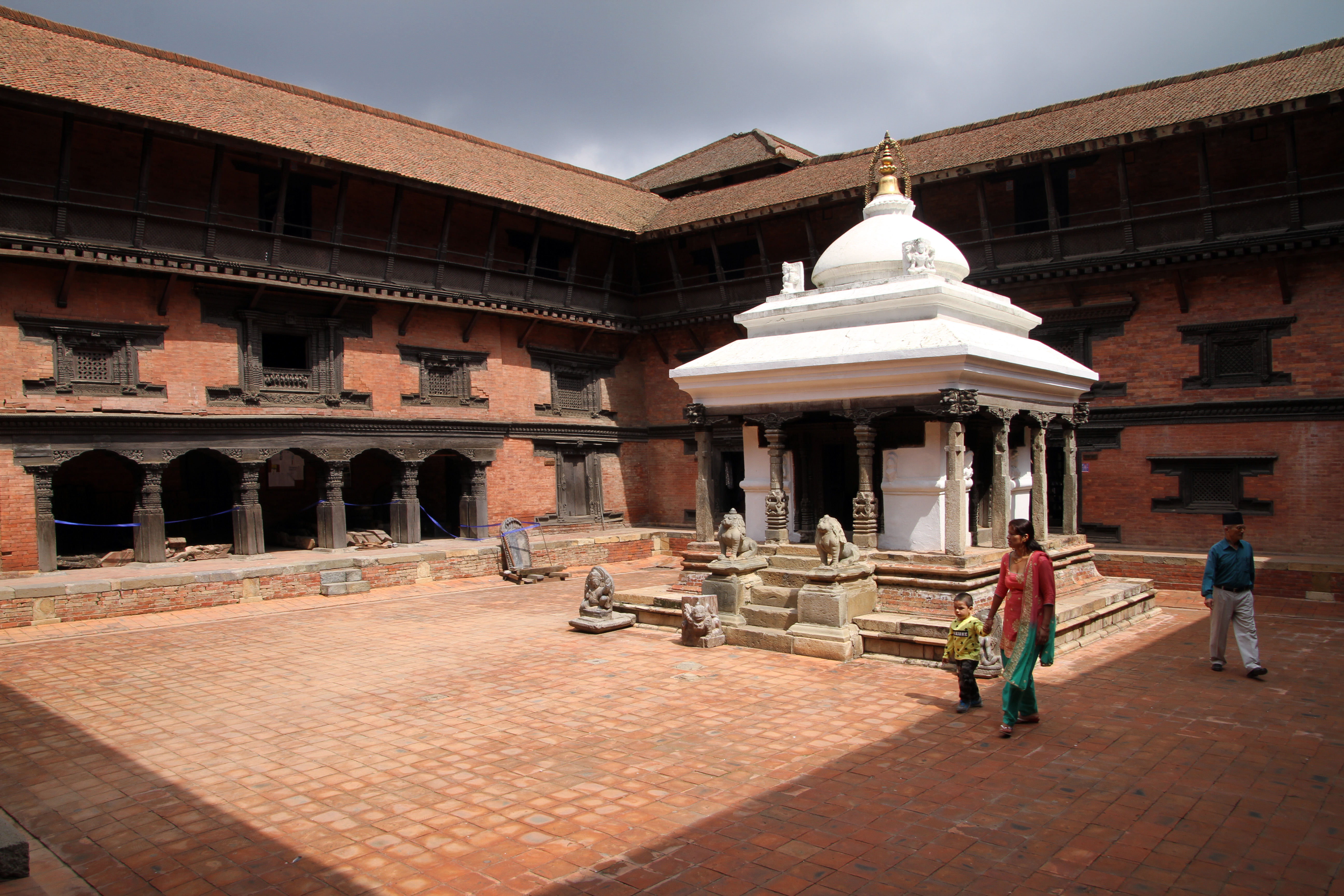
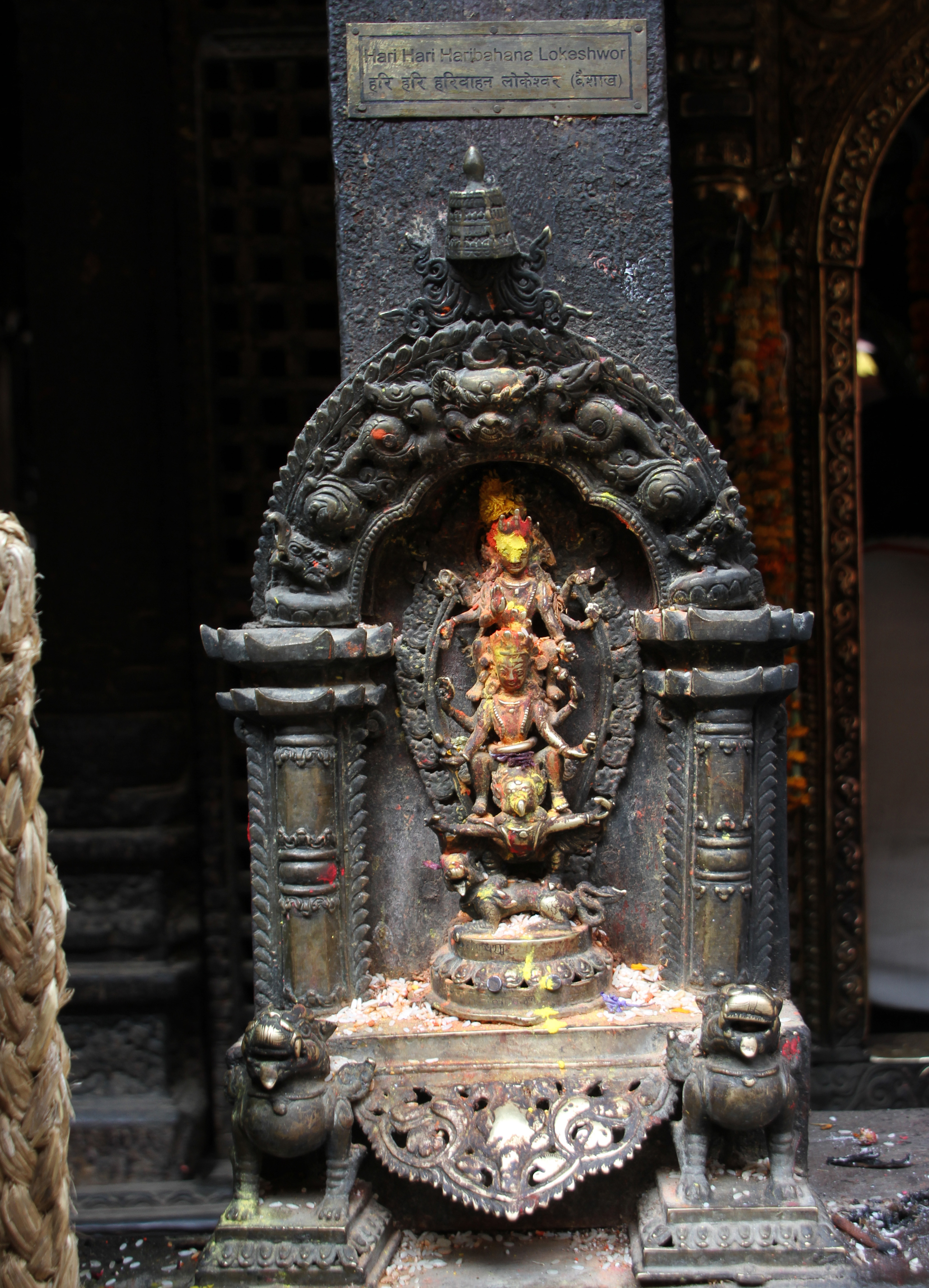